# Hernán Haddad
Hernán Haddad (Hernán Haddad Abdallah; * 5. Oktober 1928; † Mai 2012) war ein chilenischer Diskuswerfer.
Bei den Panamerikanischen Spielen 1951 in Buenos Aires wurde er Vierter. 1952 gewann er Bronze bei den Südamerikameisterschaften in Buenos Aires und schied bei den Olympischen Spielen in Helsinki in der Qualifikation aus.
1954 holte er Bronze bei den Südamerikameisterschaften in São Paulo, und 1955 errang er Bronze bei den Panamerikanischen Spielen in Mexiko-Stadt.
Im Jahr darauf gewann er Silber bei den Südamerikameisterschaften 1956 in Santiago und kam bei den Olympischen Spielen in Melbourne auf den 16. Platz. 1958 in Montevideo wurde er Südamerikameister, und 1959 wurde er Fünfter bei den Panamerikanischen Spielen in Chicago. 1974 in Santiago wurde er zum zweiten Mal Südamerikameister.
Seine persönliche Bestleistung von 50,07 m stellte er 1959 auf.